# Hypnum exannulatum
Hypnum exannulatum là một loài Rêu trong họ Hypnaceae. Loài này được Schimp. mô tả khoa học đầu tiên năm 1854.